# Be Quiet and Drive (Far Away)
"Be Quiet and Drive (Far Away)" es una canción de la banda americana de metal alternativo Deftones, perteneciente a su segundo álbum de estudio, Around the Fur. Es la sexta canción del álbum y fue lanzado como segundo sencillo. Fue la primera vez que un sencillo de la banda llegaba a las listas estadounidenses, llegando al puesto 22 en la lista Mainstream Rock Tracks, y llegando al puesto 50 en UK Singles Chart.
Un video musical fue filmado para acompañar la salida del sencillo, dirigido por Frank W. Ockenfels III.

## Lista de canciones
Todas las canciones fueron escritas por Deftones.

### UK CD1
1. "Be Quiet and Drive (Far Away)" – 5:08
2. "Engine No. 9" (live) – 3:49
3. "Teething" (live) – 3:34

### UK CD2
1. "Be Quiet and Drive (Far Away)" – 5:10
2. "Be Quiet and Drive (Far Away) (remix)" [acústico] – 4:33
3. "Birthmark (live)" – 3:58

- Todas las canciones en vivo fueron tomadas de una presentación en Melkweg, Ámsterdam, del 13 de octubre de 1997.

## Listas
| Listas (1998)                              | Posición |
| ------------------------------------------ | -------- |
| Escocia (OCC)                              | 54       |
| Reino Unido (OCC)                          | 50       |
| Estados Unidos Mainstream Rock (Billboard) | 29       |